# Robert Willett
Robert Willett (* um 1956) ist ein US-amerikanischer Festkörperphysiker.
Willett studierte Physik am Massachusetts Institute of Technology mit dem Bachelor-Abschluss 1979 und dann Medizin an der University of California, San Francisco mit der Promotion (M.D.) 1983. Außerdem wurde er 1988 am MIT in Physik promoviert. Danach war er an den Bell Laboratories.
Er untersuchte ein- und zweidimensionale Systeme wie Quanten-Hall-Effekte (auch für den Zustand mit Quantenzahl 5/2 beim fraktionalen QHE) bei zweidimensionalen Systemen oder Nanodrähte (an denen er Dekohärenz in Metallen untersuchte), wobei er zum Beispiel akustischen Oberflächenwellen kleiner Wellenlänge nutzt. Weiter entwickelte er Materialien mit photonischen Bandlücken und erforscht elektrische Leitung in einzelnen Molekülen.
2002 erhielt er mit Jainendra Jain und Nicholas Read den Oliver E. Buckley Condensed Matter Prize für theoretische und experimentelle Arbeiten die das Modell zusammengesetzter Fermionen (Composite Fermion Model) für halbgefüllte Landauzustände und andere Quanten-Hall-Systeme stützten (Laudatio). Er ist Fellow der American Physical Society.